# Vescomtat de Menerba
El Vescomtat de Menerba fou un vescomtat feudal d'Occitània a França, sorgit com a part del vescomtat de Narbona, del que era una dependència feudal. El seu centre fou el castell de Menèrba (Minerve en francès) a la confluència dels rius Cessa i Brian.

## Història
El 854 ja s'esmenta un vescomte dels comtes de Narbona al Menerbès, anomenat Berard. El 873 un comte anomenat Isembert (a Narbona governaven Francó I i Alaric), va delegar un missus de nom Salomó que va actuar en un judici (cal no confondre'l amb Salomó comte de Cerdanya). Vers el 990 el vescomtat va agafar forma com a delegació dels vescomtes de Narbona i poc després Guillem I, fill del vescomte Ramon, apareix actuant com a vescomte. Va iniciar una dinastia vescomtal pròpia i hereditària que va continuar el seu fill Ramon i després el fill d'aquest Bernat. Aquest es va casar amb Agnès i al morir cap al 1125 va deixar dos fills anomenats Pons i Guillem. El primer es creu que fou el vescomte titular però va viure molts anys a la cort castellana amb el rei Alfons VII de Castella i se'l va conèixer allí com a Rodrigo González de Lara, i més tard a la cort de Ferran II de Lleó (1140-1161) on va rebre la senyoria de Sandoval i fou a més governador de Lleó i alferes del rei; es va casar amb Estefania d'Urgell vídua de Fernando Garcíez, i no va deixar successió. Guillem, el seu germà, va rebre el 1125 la senyoria d'Olargues i des del 1135 almenys va regir el vescomtat que devia heretar a la mort del seu germà; es va casar amb Garsenda i va morir el 1166. Va deixar un fill anomenat Pons (I d'Olargues) que va governar la senyoria d'Olargues i potser el vescomtat. El seu fill Pons II d'Olargues el va seguir i després el fill d'aquest Guillem Bernat. A Menerba s'esmenten Guillem III i Guillem IV. El 1210 Simó de Montfort va assetjar el castell de Menerba, el va conquerir (22 de juliol), va cremar vius uns 150 albigesos, i poc després va confiscar el vescomtat. Guillem IV es va fer cavaller hospitalari el 1215 però no va tardar a revoltar-se aliat amb Ramon VIII de Tolosa, fins que va morir el 1219 i el vescomtat va passar als Trencavell vescomtes de Besiers i Carcassona. Guillem V, el seu fill, va participar en la rebel·lió dels Trencavell el 1240 i després va anar amb el rei francès Sant Lluís a Terra Santa.

## Llista de vescomtes de Menerba
- Guillem I 991-1045
- Ramon (fill) 1045-1098
- Bernat (fill) 1098-1125
- Pons I (fill) 1125-1161
- Guillem II (germà) 1161-1166
- Pons II d'Olargues (fill) 1166- ?
- Guillem III ?-?
- Guillem IV ?-1210
- Simó de Montfort 1210